# Rolf Kluth
Rolf Heinz Hermann Kluth (* 10. Februar 1914 in Rüstringen, Großherzogtum Oldenburg; † 14. November 1993 in Bremen) war Bibliotheksdirektor, zuletzt in Bremen. Er gilt als einer der profiliertesten Erneuerer des öffentlichen und wissenschaftlichen Bibliothekswesens in Deutschland.

## Biografie
Kluth studierte Geschichte, Deutsch und Philosophie und wurde 1938 in Hamburg mit einer Arbeit zum Thema Die Ehrauffassung im preußischen Heer des 18. Jahrhunderts zum Dr. phil. promoviert. Während der NS-Zeit war er gemeinsam mit seinem zeitweiligen Kommilitonen Arno Deutelmoser aktives Mitglied der Widerstandsgruppe um den Publizisten und Religionsphilosophen Friedrich Hielscher. Im Zweiten Weltkrieg wurde er als Soldat schwer verwundet.
1945 trat er in den Bibliotheksdienst ein. Nach dem Referendariat an der Universitätsbibliothek Jena und der Deutschen Bücherei war er ab 1948 an der Öffentlichen Wissenschaftlichen Bibliothek (später: Staatsbibliothek) in (Ost-)Berlin tätig, ab 1950 im Westteil Berlins an der damaligen „Wissenschaftlichen Zentralbibliothek“. Seit der Gründung 1954 war er Bibliothekar an deren Nachfolgeeinrichtung, der Amerika-Gedenkbibliothek. 1956 ging er als Direktor an die Stadtbibliothek Hannover. 1963 wurde er zum Direktor der neu gebauten Universitätsbibliothek der Technischen Hochschule Hannover und der mit dieser vereinigten Technischen Informationsbibliothek berufen.
Der Bremer Senat bat ihn 1965, beim Aufbau der Universität Bremen mitzuwirken und deren neue Universitätsbibliothek aufzubauen. 1965 wurde im Rahmen der Universitätsgründung beschlossen, die zukünftige Universitätsbibliothek mit der bestehenden Staatsbibliothek zu verbinden. So war Kluth bis 1977 der Direktor der Staats- und Universitätsbibliothek Bremen.

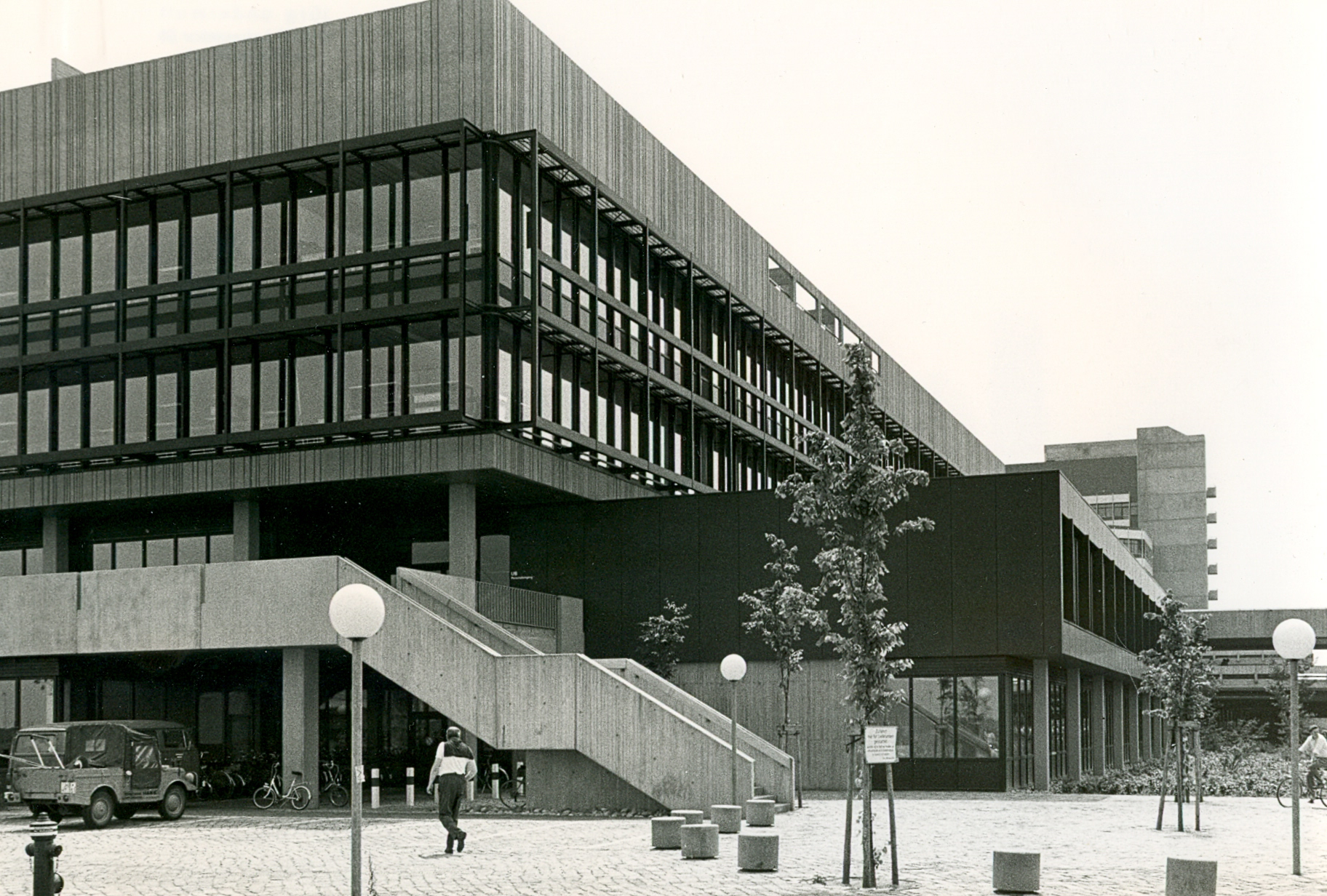
Staats- und Universitätsbibliothek Bremen

Auf der Grundlage seiner Strukturpläne von 1965 wurde die Universitätsbibliothek vom Universitätsbauamt planerisch entworfen und von 1971 bis Ende 1974 gebaut.
Kluth entwickelte die Konzeption einer wissenschaftlichen Bibliothek mit einem erheblichen Bestand in einer Freihandaufstellung, wie er sie in ähnlicher Weise bereits in seinen früheren Wirkungsstätten in Hannover begonnen hatte. Die Nutzer, die beratenden Bibliothekare und die freistehenden Bücher sollten sich dabei auf derselben Geschossebene befinden, damit ein möglichst nahtloser Kontakt entstehen könnte. Der Buchbestand der früheren Staatsbibliothek von 350.000 Bänden (1964) wurde in seiner Zeit als Direktor auf über zwei Millionen Bände und Medien vergrößert.
Über seine dienstliche Tätigkeit hinaus war Kluth immer auch bibliothekspolitisch aktiv, so verwies er u. a. auf "den engen Zusammenhang zwischen Bibliothekstheorie und Bibliotheksforschung und plädierte für eine wissenschaftstheoretische Begründung der Bibliothekswissenschaft als einen legitimen Aufgabenbereich der Bibliotheksforschung."
Kluth war auch Vorsitzender einer Ortsgruppe der Goethe-Gesellschaft in Bremen.
Kluth war seit dem 24. Februar 1940 mit Gertrud Marie Luise Helene geb. Duncker verheiratet. Die Eheschließung fand in Göttingen statt. Rolf Kluth starb am 14. November 1993 um 23:55 Uhr in seiner Wohnung in der Wätjenstraße 43 in Bremen im Alter von 79 Jahren. Sein Grab befindet sich in Bremen auf dem Riensberger Friedhof.